# Sapownela Terdżola
Sapownela Terdżola (gruz. ს.კ. "საპოვნელა" თერჯოლა) – gruziński klub piłkarski z siedzibą w mieście Terdżola w środkowej części kraju.

## Historia
Chronologia nazw:
- 1990: SK Sapownela Terdżola

Klub został założony w 1990 roku jako Sapownela Terdżola. Zespół w 1990 startował w drugiej lidze. Po zakończeniu sezonu 1992/93 zajął trzecie miejsce w drugiej lidze i awansował do pierwszej ligi. Debiutancki sezon 1993/94 był rozgrywany w 2 etapy, zespół w grupie wschodniej zajął 6 miejsce a następnie w grupie spadkowej 3 miejsce i utrzymał się w lidze. Ale w następnym sezonie 1994/95 uplasował się na przedostatniej 15 pozycji i był zmuszony pożegnać się z pierwszą ligą. W sezonie 1997/98 uczestniczył w rozgrywkach o Puchar Gruzji, ale już w następnym sezonie nie przystąpił do rozgrywek na poziomie profesjonalnym.
Dopiero w sezonie 2012/13 zespół startował w III lidze regionalnej, gdzie zajął 3 miejsce w grupie zachodniej i awansował do Pirweli Liga. Sezon 2013/14 zespół zakończył na 5 miejscu w grupie A Pirweli Liga. Po zakończeniu sezonu 2014/15 zajął pierwsze miejsce w grupie B Pirweli Liga i wrócił do Umaglesi Liga.

## Sukcesy

### Trofea międzynarodowe
Nie uczestniczył w rozgrywkach europejskich (stan na 31-05-2015).

### Trofea krajowe
| \| \| Zdobyte trofea w rozgrywkach Gruzji (stan na: 31-05-2015) \| |                                                           |      |                |
| Rozgrywki                                                          | Osiągnięcie                                               | Razy | Sezon(y)       |
| Mistrzostwo                                                        | I miejsce                                                 | 0    |                |
| Mistrzostwo                                                        | II miejsce                                                | 0    |                |
| Mistrzostwo                                                        | III miejsce                                               | 0    |                |
| Mistrzostwo                                                        | 13 miejsce                                                | 1    | 1994           |
| Puchar                                                             | zdobywca                                                  | 0    |                |
| Puchar                                                             | finalista                                                 | 0    |                |
| Puchar                                                             | ćwierćfinalista                                           | 2    | 1993, 1995     |
| II liga                                                            | I miejsce                                                 | 1    | 2015 (grupa B) |
| II liga                                                            | II miejsce                                                | 0    |                |
| II liga                                                            | III miejsce                                               | 1    | 1993           |
| Gruzja                                                             | Zdobyte trofea w rozgrywkach Gruzji (stan na: 31-05-2015) |      |                |

## Stadion
Klub rozgrywa swoje mecze domowe na stadionie Centralnym w Terdżole, który może pomieścić 1,000 widzów.